# ماكسي باركس
ماكسي باركس (بالإنجليزية: Maxie Parks)‏ هو عداء سريع أمريكي، ولد في 9 يوليو 1951 في أركنساس (أركنساس) في الولايات المتحدة.

## وصلات خارجية
- ماكسي باركس على موقع الاتحاد الدولي لألعاب القوى (الإنجليزية)
- ماكسي باركس على موقع أوليمبيديا (الإنجليزية)